# Båndstøj
Båndstøj er højfrekvent støj, man hører på analoge magnetiske båndoptagelser. Årsagen til dette er størrelsen på de magnetiske partikler, som belægningen på båndet består af. Støjen kan reduceres ved at anvende mindre magnetiske partikler på båndet (vælge anden båndtype), eller ved at forøge arealet af bånd pr tidsenhed under en optagelse (højere hastighed eller bredere bånd).

Forskellige støjreducerende teknikker så som Dolby NR og DBX kan anvendes til at mindske støjen.
|  | Denne artikel kan blive bedre, hvis der indsættes en (bedre) fydfil Du kan hjælpe ved at afsøge Commons for en passende lydfil eller uploade en god lydfil til Commons iht. de tilladte licenser og indsætte den i artiklen. |